# Jorge Gómez de Parada
Jorge Gómez de Parada (Mexico-Stad, 1885-1965) was een Mexicaans voetballer, die gezien wordt als de eerste Mexicaanse voetballer.

## Biografie
Jorge studeerde architectuur in Engeland, waar hij het voetbalspel leerde kennen. Toen hij terugkeerde naar Mexico sloot hij zich bij Reforma Athletic Club aan, waarmee hij in 1909 kampioen en bekerwinnaar werd. Datzelfde jaar werd hij ook topschutter van de competitie. Het was voor het eerst dat een Mexicaan hierin slaagde. In 1910 richtte hij de club CF México op, dat de eerste club werd waar voornamelijk Mexicanen speelden. In 1913 kon deze club de landstitel veroveren en dat jaar werd hij opnieuw topschutter. Hij beëindigde zijn carrière in 1920. Van 1924 tot 1927 was hij lid van het IOC. 